# Systropus rufiventris
Systropus rufiventris är en tvåvingeart som beskrevs av Osten Sacken 1887. Systropus rufiventris ingår i släktet Systropus och familjen svävflugor. Inga underarter finns listade i Catalogue of Life.